# Edward Charles Stuart Baker
Edward Charles Stuart Baker (1864 - 16 de abril de 1944) fue un ornitólogo y policía británico.

## Vida y obra
Baker asistió al Trinity College, en Stratford-upon-Avon y en 1883 siguió a su padre en el Servicio Policial Indio. Pasó la mayor parte de su carrera en la India, en la policía de Assam y ascendió al grado de comandante inspector general en dicha fuerza. En 1910 se pasó al área de investigación criminal. Al año siguiente, regresó a Inglaterra y ocupó el cargo de oficial de policía jefe en la policía del puerto de Londres y permaneció allí hasta su jubilación en 1925. Por sus servicios durante la Primera Guerra Mundial fue nombrado «Officer of the Order of the British Empire» (OBE) en una ceremonia de 1920. Era un excelente jugador de tenis y disfrutaba la caza. Perdió su brazo derecho con una pantera en Silchar, Assam y fue arrollado por un gaur y un rinoceronte indio durante varias expediciones.

## Ornitología

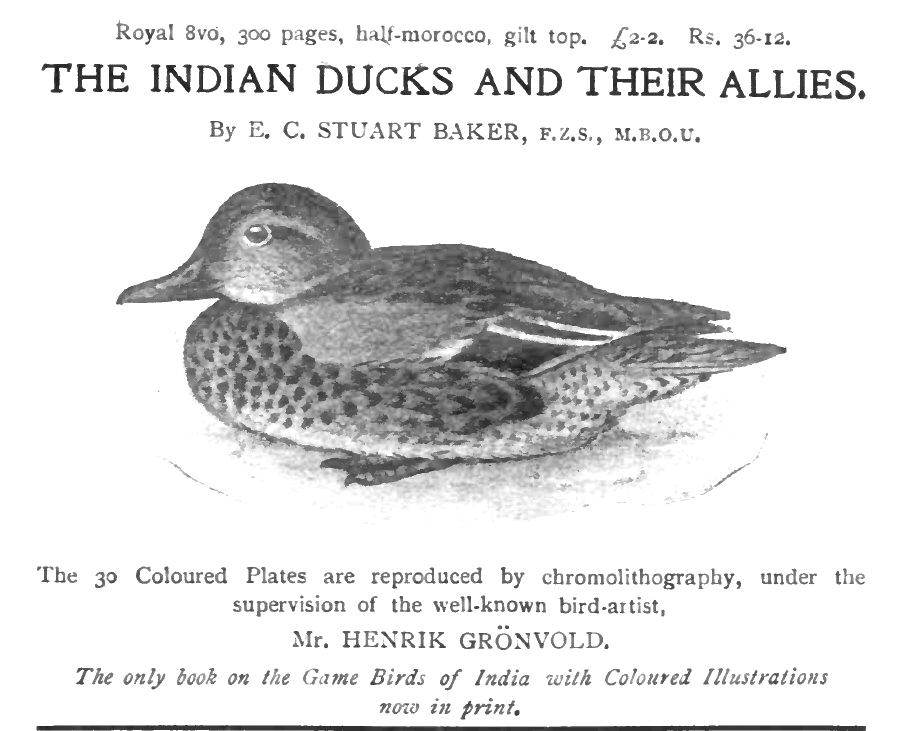
Publicidad para The Indian Ducks and their Allies.

En su tiempo libre estudiaba y coleccionaba aves de la India. Sus libros incluyen The Indian Ducks and their Allies (1908),  Game Birds of India and Ceylon (1921), The Fauna of British India, Including Ceylon and Burma. Birds. (1922; siete tomos), Mishmi Man-eater (1928), The Nidification of the Birds of the Indian Empire (1932), and Cuckoo Problems (1942). Hizo una exhaustiva colección de cerca de cincuenta mil huevos de aves indias y donó una parte de ellas al Museo de Historia Natural de Londres, donde pasó un tiempo considerable estudiando sus colecciones de la India y Tailandia. Su contribución de siete volúmenes de The Fauna of British India, Including Ceylon and Burma se volvió un trabajo ejemplar en la materia. Parte de su colección, cerca de 152 especímenes se vendieron al museo privado del zar Fernando I de Bulgaria. También sirvió en los consejos del gobierno para la protección de las aves y de 1913 a 1936 fue secretario de honor y tesorero de la British Ornithologists' Union. Algunos de los nidos y huevos de su colección han sido considerados de procedencia dudosa y se sugiere quecreó artificialmente algunas nidadas. Algunos, como Charles Vaurie la han considerado tan poco fiable que sugirieron destruir la colección. La especie Yuhina bakeri recibió ese nombre en su honor.